# Sacramentos anglicanos
Em coerência com sua identidade de "caminho do meio" do cristianismo ocidental, a teologia sacramental anglicana exprime elementos em conformidade com o seu estatuto como uma igreja na tradição católica e uma igreja da Reforma. No que diz respeito à teologia sacramental, a tradição católica é talvez mais evidente pelo importância que o anglicanismo dá aos sacramentos como meio de graça, santificação e perdão, como expresso na liturgia da Igreja.  
Quando os Trinta e Nove Artigos foram aceites como uma norma para o ensino anglicano (a partir dos séculos XVI - XIX), dois sacramentos foram reconhecidos - o Batismo e a Eucaristia - como tendo sido ordenados por Cristo ("Sacramentos do Evangelho" como referido no artigo XXV dos Trinta e Nove Artigos). Como tal, são os únicos dois considerados, por esse documento, os necessários para se obter a salvação. Os cinco outros actos são considerados como sacramentos por anglo-católicos ou como "ritos sacramentais" por evangélicos, enquanto os setores liberais e a "Broad Church" apresentam posições variadas. 
De acordo com os Trinta e Nove Artigos, os sete sacramentos são os seguintes:
| "Sacramentos ordenados por Cristo no Evangelho"                                                | "Comumente chamados de Sacramentos, não contando para os Sacramentos do Evangelho" |
| ---------------------------------------------------------------------------------------------- | ---------------------------------------------------------------------------------- |
| Batismo                                                                                        | Confissão e Absolvição                                                             |
| Batismo                                                                                        | Santo Matrimónio                                                                   |
| Santa Eucaristia (também chamada Santa Comunhão ou Missa, ou frequentemente, A Ceia do Senhor) | Confirmação                                                                        |
| Santa Eucaristia (também chamada Santa Comunhão ou Missa, ou frequentemente, A Ceia do Senhor) | Santa Ordem (também chamada Ordenação)                                             |
| Santa Eucaristia (também chamada Santa Comunhão ou Missa, ou frequentemente, A Ceia do Senhor) | Unção dos Enfermos (também chamado Cura ou Unção.)                                 |